# Bharatteri
El bharatteri (Bharattherium bonapartei) és una espècie extinta de mamífer de la família dels sudamerícids que visqué al subcontinent indi durant el Cretaci superior i, possiblement, el Paleocè. Es tracta de l'única espècie del gènere Bharattherium. El primer fòssil d'aquest animal fou descobert el 1989 i publicat el 1997, però no fou descrit formalment fins al 2007, quan dos equips el batejaren per separat com a Bharattherium bonapartei i com a Dakshina jederi. Aquest últim es considera actualment un sinònim. El bharatteri és conegut a partir de vuit dents fòssils aïllades, incloent-hi una d'incisiva i set de molariformes.